# Sud-Ouest européen
Sud-Ouest européen est une revue interuniversitaire de géographie créée en 1998, qui a été précédée par la Revue géographique des Pyrénées et du Sud-Ouest.
Sud-Ouest européen, revue semestrielle, est publiée conjointement par les Instituts de Géographie respectifs, des universités de Toulouse, Bordeaux, Pau et Perpignan.

## Historique
La Revue géographique des Pyrénées et du Sud-Ouest (RGPSO), est fondée en 1930 par Daniel Faucher à Toulouse et publiée pendant plus de 60 ans. Il s'agit d'une revue scientifique de géographie régionale, couvrant les recherches et publications traitant du Sud-Ouest de la France, des Pyrénées et de la Péninsule ibérique. La collection (années 1930 à 98) est accessible sur le portail Persée.
Sud-Ouest européen commence à paraître (no 1) en février 1998. La date de mise en ligne est réalisée en février 2014. Sud-Ouest européen s'inscrit dans la continuité éditoriale de la revue géographique des Pyrénées et du Sud-Ouest (RGPSO) dont elle est d'ailleurs dépositaire.